# 于伯尔斯巴赫
于伯尔斯巴赫是奥地利施蒂利亚州菲尔斯滕费尔德县的一个市镇。总面积15.14平方公里，总人口1195人，人口密度78.9人/平方公里（2001年）。